# ارنی شاورز
ارنی شاورز (به انگلیسی: Earnie Dee Shaver) ‏(زادهٔ ۳۱ اوت ۱۹۴۴) با نام اصلی «ارنی دی شاور»، بوکسور حرفه ای سابق آمریکایی است که از سال ۱۹۶۹ تا ۱۹۸۳ با دو بازگشت در ۱۹۸۷ و ۱۹۹۵ به رقابت پرداخت. معروف به یکی از سخت‌ترین مشت‌های تاریخ بوکس است. وی ۶۸ برد با ناک اوت (۲۳ مورد در راند اول) به دست آورد و نسبت ناک اوت به برد ۹۱٫۸٪ و نسبت ناک اوت به کلی ۷۶٫۴٪ را در اختیار دارد.
شاورز دو عنوان قهرمانی جهان داشت، پیروزی بر محمد علی در ۱۹۷۷ و پیروزی بر لری هولمز در ۱۹۷۸. او یک ناک اوت در راند هفت مقابل هولمز به ثمر رساند و در راند دوم به شدت محمد علی را مصدوم کرد. شاورز هرگز عنوانی جهانی کسب نکرد، اما قهرمانان سابق جهان از قبیل ویسنته روندون (به انگلیسی: Vicente Rondón)، جیمی الیس (به انگلیسی: Jimmy Ellis) و کن نورتون (به انگلیسی: Ken Norton) و همچنین مدعیان قهرمانی جیمی یانگ (به انگلیسی: Jimmy Young) و جو باگنر (به انگلیسی: Joe Bugner) را شکست داد.
در سال ۲۰۰۱، شاورز زندگینامه خود را به نام «به زمان بزرگ خوش آمدید» (Welcome to the Big Time) منتشر کرد. از زمان بازنشستگی از بوکس به عنوان میهمان ویژه، امضاء خودکار و سخنران انگیزشی در مسابقات بوکس شرکت کرده‌است.

## دوره آماتور
شاورز بوکس را در سن تقریباً ۲۲ سالگی شروع کرد. پیش از روی آوردن به بوکس حرفه ای، دوره آماتوری کوتاه اما قابل توجه داشت و عنوان قهرمانی ملی AAU در سال ۱۹۶۹ را به دست آورد.
تونی منگ، مدیر ملی دستکش‌های طلایی (Golden Gloves)، در مارس ۱۹۶۹ در مورد او گفت: «من پارسال شاورز را در سالت لیک سیتی دیدم. او مشت سنگینی دارد». او قبل از اینکه توسط هورست کوشمان (Horst Koschemann) با مشتهای ۲۳۰ پوندی اش ناک اوت شود، ۹ پیروزی با ناک اوت در کارنامه اش داشت.

## استایل مبارزه

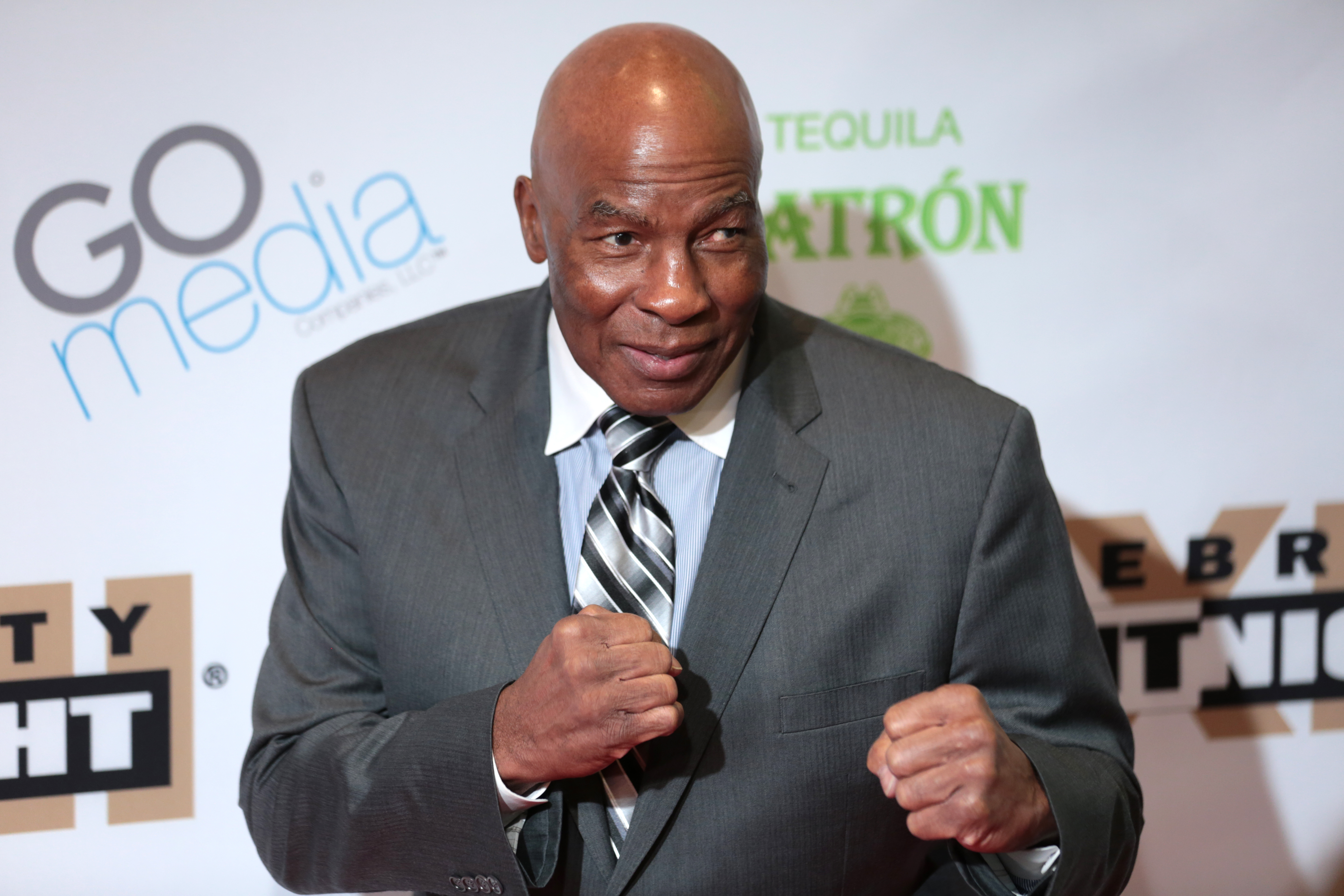
شاورز در جشن پیروزی مبارزه در فونیکس، ۲۰۱۷

شاورز صاحب مشتهای سنگینی بود که به واسطه آن رقیبانش را با ضربات رعد آسا ناک اوت می‌کرد. اگرچه آنجلو لوندی (Angelo Dundee) در مقاله ای از Sports Illustrated در اواسط دهه ۱۹۷۰ گفت: «او می‌تواند شما را با هر نوع ضربه مشتی از میدان به در کند»، با اشاره به توانایی شاورز در ایجاد آسیب با هوک چپ، راست صلیبی یا آپرکات راست. چندین بوکسور مشهور از جمله «بوگنر» و «الیس» به دلیل قرار گرفتن در مقابل این ضربات و مشتهای سنگین شاورز افتادند.
شاورز با تکیه بر قدرت فوق‌العاده او برای متوقف کردن رقیبان و بهره‌گیری سریع از هرگونه گارد باز رقیب، سریعاً مشت‌هایی را علیه هر نقطه ای که می‌توانست در آنجا امتیازی به دست بیاورد حواله می‌کرد. در مقابل مشتهای قدرتمندش، چانه اش ضعف او بود.

## زندگی بعد از بوکس
شاورز در سال ۱۹۸۳ به دلیل بروز مشکلات در شبکیه چشم بازنشسته شدند. پس از بازنشستگی، به عنوان یک مبلغ مسیحی کلیسا به شهر فونیکس نقل مکان کرد، جایی که سالها موعظه کرد. او در اوایل سال ۲۰۰۰ به انگلستان نقل مکان کرد تا کلیسایی را در آنجا اداره کند. او چندین بار در برنامه تلویزیونی بنی هین حضور داشته‌است.

## زندگی شخصی
شاورز با لاورن پاین (Laverne Payne) ازدواج کرده بود و پنج دختر از زندگی مشترک به نام‌های تامارا، سینتیا، کاترین، کارلا و امی دارد. او همچنین چهار دختر از ازدواج‌های دیگر بنام‌های کاترین، لیزا، ناتاشا و لاتونیا دارد. او ۲۴ نوه و یک نتیجه دارد. او در اواخر دهه ۱۹۶۰ در جنرال موتورز در لردستاون، اوهایو کار کرد. شاورز در برنامه تلویزیونی ایرلند The Show Late Show به میزبانی رون لیل حضور مهمان داشت که در آن دو مبارز دربارهٔ دوره قبلی خود که یک ماه قبل اتفاق افتاده بود، بحث کردند. شاورز یک مشتری پای ثابت در میخانه "Roddy Bolands" در دوبلین بود. تصویری امضا شده از او در حال نوشیدن آبجوی معروف گینس (به انگلیسی: Guinness) بر روی دیوار آنجا وجود دارد.

## بازگشت
شاورز اواخر دهه ۱۹۸۰ و اوایل دهه ۱۹۹۰ به رینگ بازگشت. پس از چند پیروزی و باخت، وی در سال ۱۹۹۵ پس از ناک اوت کردن برایان ییتس در راند ۲ بازنشسته شد.
شاورز توسط مجله رینگ و دیگران در بین ۱۰ پانچر برتر تاریخ بوکس معرفی شده‌است.
شاورز کار خود را در سال ۱۹۹۵ با ثبت ۷۴ برد (۶۸ مورد با ناک اوت، ۲۳ مورد در راند اول)، ۱۴ باخت و ۱ تساوی به پایان رساند.

## کارنامه بوکس حرفه ای
| خلاصه بوکس حرفه‌ای |        |         |
| ۸۹ مبارزه         | ۷۴ بُرد | ۱۴ شکست |
| با ناک‌اوت         | ۶۸     | ۷       |
| با تصمیم داور     | ۶      | ۶       |
| با رد صلاحیت      | ۰      | ۱       |
| تساوی‌ها           | ۱      | ۱       |

| ردیف | نتیجه     | رکورد   | حریف               | ثبت        | راند، زمان    | تاریخ           | محل                                                                            | توضیح                                                                      |
| ---- | --------- | ------- | ------------------ | ---------- | ------------- | --------------- | ------------------------------------------------------------------------------ | -------------------------------------------------------------------------- |
| ۸۹   | باخت      | ۷۴–۱۴–۱ | Brian Yates        | ناک‌اوت     | 2 (10), ۲:۴۹  | ۲۴ نوامبر ۱۹۹۵  | Ho-Chunk Casino, ویسکانسین دلز، ویسکانسین، ایالات متحده آمریکا                 |                                                                            |
| ۸۸   | برد       | ۷۴–۱۳–۱ | Brian Morgan       | MD         | ۸             | ۱۹ سپتامبر ۱۹۹۵ | Georgetowne Club, Omaha, نبراسکا، ایالات متحده آمریکا                          |                                                                            |
| ۸۷   | برد       | ۷۳–۱۳–۱ | Larry Sims         | ناک‌اوت     | 2 (10), ۱:۳۰  | ۱۶ مه ۱۹۸۷      | Technical College Gymnasium, سینسیناتی، اوهایو، ایالات متحده آمریکا            |                                                                            |
| ۸۶   | باخت      | ۷۲–۱۳–۱ | George Chaplin     | DQ         | 9 (10), ۲:۴۱  | ۱ مارس ۱۹۸۳     | Civic Center, بالتیمور، مریلند، ایالات متحده آمریکا                            | Shavers disqualified for low blows                                         |
| ۸۵   | برد       | ۷۲–۱۲–۱ | Rahim Muhammad     | PTS        | ۱۰            | ۲۹ ژانویه ۱۹۸۳  | ال پاسو، تگزاس، ایالات متحده آمریکا                                            |                                                                            |
| ۸۴   | برد       | ۷۱–۱۲–۱ | Tony Perea         | ناک‌اوت     | 7 (10)        | ۵ نوامبر ۱۹۸۲   | ال پاسو، تگزاس، ایالات متحده آمریکا                                            |                                                                            |
| ۸۳   | برد       | ۷۰–۱۲–۱ | Phil Clinard       | ناک‌اوت فنی | 2 (8), ۱:۰۵   | ۱۴ اکتبر ۱۹۸۲   | Duke's Country, تالسا، اکلاهما، ایالات متحده آمریکا                            |                                                                            |
| ۸۲   | برد       | ۶۹–۱۲–۱ | Chuck Gardner      | ناک‌اوت     | 2 (10), ۲:۰۷  | ۵ سپتامبر ۱۹۸۲  | Wales, Wisconsin, ایالات متحده آمریکا                                          |                                                                            |
| ۸۱   | باخت      | ۶۸–۱۲–۱ | Walter Santemore   | UD         | ۱۰            | ۱۷ اوت ۱۹۸۲     | Blackham Coliseum, لافایت، لوئیزیانا، ایالات متحده آمریکا                      |                                                                            |
| ۸۰   | برد       | ۶۸–۱۱–۱ | Billy Joe Thomas   | ناک‌اوت     | 5 (10)        | ۲۲ ژوئن ۱۹۸۲    | Astroarena, هیوستون، Texas, ایالات متحده آمریکا                                |                                                                            |
| ۷۹   | باخت      | ۶۷–۱۱–۱ | جیمز تیلیز         | UD         | ۱۰            | Jun 11, 1982    | Caesars Palace, Paradise, Nevada, ایالات متحده آمریکا                          |                                                                            |
| ۷۸   | برد       | ۶۷–۱۰–۱ | Danny Sutton       | ناک‌اوت فنی | 7 (10)        | ۱۵ مه ۱۹۸۲      | یوا Yorktown (CV-10), چارلستون، کارولینای جنوبی، ایالات متحده آمریکا           |                                                                            |
| ۷۷   | برد       | ۶۶–۱۰–۱ | Joe Bugner         | ناک‌اوت فنی | 2 (10), ۲:۱۴  | ۸ مه ۱۹۸۲       | رینیون آرنا، دالاس، Texas, ایالات متحده آمریکا                                 |                                                                            |
| ۷۶   | برد       | ۶۵–۱۰–۱ | Ali Haakim         | PTS        | ۱۰            | ۲۲ آوریل ۱۹۸۲   | Grand Traverse Hilton, تراوس سیتی، میشیگان، ایالات متحده آمریکا                |                                                                            |
| ۷۵   | برد       | ۶۴–۱۰–۱ | Jeff Sims          | ناک‌اوت     | 5 (10), ۱:۳۴  | ۱۱ دسامبر ۱۹۸۱  | Queen Elizabeth Sports Centre, ناسائو، Bahamas                                 |                                                                            |
| ۷۴   | برد       | ۶۳–۱۰–۱ | Mike Rodgers       | ناک‌اوت     | 2 (10), ۱:۳۸  | ۹ سپتامبر ۱۹۸۱  | Civic Center, لنسینگ، میشیگان، ایالات متحده آمریکا                             |                                                                            |
| ۷۳   | برد       | ۶۲–۱۰–۱ | Terry Mims         | ناک‌اوت     | 2 (10), ۱:۳۵  | Jul 29, 1981    | Civic Center, Saginaw, Michigan, ایالات متحده آمریکا                           |                                                                            |
| ۷۲   | برد       | ۶۱–۱۰–۱ | Ted Wadkins        | ناک‌اوت فنی | 2 (10), ۱:۳۰  | ۱۷ اکتبر ۱۹۸۰   | Auditorium, وست پام بیچ، فلوریدا، ایالات متحده آمریکا                          |                                                                            |
| ۷۱   | باخت      | ۶۰–۱۰–۱ | راندال تکس کوب     | ناک‌اوت فنی | 8 (10), ۲:۱۹  | ۲ اوت ۱۹۸۰      | Joe Louis Arena, دیترویت، Michigan, ایالات متحده آمریکا                        |                                                                            |
| ۷۰   | برد       | ۶۰–۹–۱  | Leroy Boone        | UD         | ۱۰            | ۱۴ ژوئن ۱۹۸۰    | Riverfront Coliseum , سینسیناتی، اوهایو، Ohio, ایالات متحده آمریکا             |                                                                            |
| ۶۹   | باخت      | ۵۹–۹–۱  | برناردو مرسادو     | ناک‌اوت فنی | 7 (10), ۰:۴۱  | ۸ مارس ۱۹۸۰     | The Great Gorge Playboy Club Hotel, ورنون، نیوجرسی، ایالات متحده آمریکا        |                                                                            |
| ۶۸   | باخت      | ۵۹–۸–۱  | لری هولمز          | ناک‌اوت فنی | 11 (15), ۲:۰۰ | ۲۸ سپتامبر ۱۹۷۹ | Caesars Palace, Paradise, Nevada, ایالات متحده آمریکا                          | For WBC heavyweight title                                                  |
| ۶۷   | برد       | ۵۹–۷–۱  | Eddie Parotte      | ناک‌اوت فنی | 3 (10)        | ۲۵ مه ۱۹۷۹      | Coliseum, ریچفیلد، اوهایو، ایالات متحده آمریکا                                 |                                                                            |
| ۶۶   | برد       | ۵۸–۷–۱  | کن نورتون          | ناک‌اوت     | 1 (12), ۱:۵۸  | ۲۳ مارس ۱۹۷۹    | وست‌گیت لاس وگاس، وینچستر، نوادا، ایالات متحده آمریکا                           |                                                                            |
| ۶۵   | برد       | ۵۷–۷–۱  | Harold Carter      | ناک‌اوت     | 3 (10)        | ۴ دسامبر ۱۹۷۸   | Civic Center, سگینو، میشیگان، ایالات متحده آمریکا                              |                                                                            |
| ۶۴   | برد       | ۵۶–۷–۱  | John Girowski      | ناک‌اوت     | 4 (10), ۱:۴۸  | ۹ اکتبر ۱۹۷۸    | Coliseum, همپتون، ویرجینیا، ایالات متحده آمریکا                                |                                                                            |
| ۶۳   | برد       | ۵۵–۷–۱  | Harry Terrell      | RTD        | 1 (10), ۳:۰۰  | Jul 20, 1978    | The Dome Civic Center, ویرجینیا بیچ، ویرجینیا، ایالات متحده آمریکا             |                                                                            |
| ۶۲   | باخت      | ۵۴–۷–۱  | لری هولمز          | UD         | ۱۲            | ۲۵ مارس ۱۹۷۸    | سیزرز پالاس، Paradise, Nevada, ایالات متحده آمریکا                             |                                                                            |
| ۶۱   | باخت      | ۵۴–۶–۱  | محمد علی کلی       | UD         | ۱۵            | Sep 29, 1977    | Madison Square Garden, New York City, New York, ایالات متحده آمریکا            | For WBA, فهرست قهرمانان بوکس جهان، The Ring, and lineal heavyweight titles |
| ۶۰   | برد       | ۵۴–۵–۱  | Howard Smith       | ناک‌اوت     | 2 (10), ۲:۱۸  | ۱۶ آوریل ۱۹۷۷   | The Aladdin, Paradise, Nevada, ایالات متحده آمریکا                             |                                                                            |
| ۵۹   | برد       | ۵۳–۵–۱  | Roy Williams       | ناک‌اوت     | 10 (10), ۲:۴۶ | ۱۱ دسامبر ۱۹۷۶  | هتل و کازینوی پلانت هالیوود، Paradise, Nevada, ایالات متحده آمریکا             |                                                                            |
| ۵۸   | برد       | ۵۲–۵–۱  | Henry Clark        | ناک‌اوت فنی | 2 (10), ۲:۱۹  | ۲۸ سپتامبر ۱۹۷۶ | ورزشگاه یانکی (۱۹۲۳), New York City, New York, ایالات متحده آمریکا             |                                                                            |
| ۵۷   | برد       | ۵۱–۵–۱  | Henry Clark        | PTS        | ۱۰            | ۲۸ مارس ۱۹۷۶    | Pavillon de Paris, پاریس، France                                               |                                                                            |
| ۵۶   | برد       | ۵۰–۵–۱  | Tommy Howard       | ناک‌اوت     | 3 (10), ۲:۰۰  | ۱۳ نوامبر ۱۹۷۵  | Howard Johnson's, Monroeville, Pennsylvania, ایالات متحده آمریکا               |                                                                            |
| ۵۵   | باخت      | ۴۹–۵–۱  | رون لیل            | ناک‌اوت فنی | 6 (12), ۰:۴۷  | ۱۳ سپتامبر ۱۹۷۵ | Coliseum, دنور، ایالات متحده آمریکا                                            |                                                                            |
| ۵۴   | برد       | ۴۹–۴–۱  | Oliver Wright      | ناک‌اوت فنی | 3 (10), ۱:۵۵  | ۸ مه ۱۹۷۵       | Steelworkers Hall, بالتیمور، Maryland, ایالات متحده آمریکا                     |                                                                            |
| ۵۳   | برد       | ۴۸–۴–۱  | Rochell Norris     | ناک‌اوت فنی | 10 (10), ۰:۳۱ | ۹ آوریل ۱۹۷۵    | Broome County Veterans Memorial Arena, بینگهمتون، نیویورک، ایالات متحده آمریکا |                                                                            |
| ۵۲   | برد       | ۴۷–۴–۱  | Leon Shaw          | ناک‌اوت     | 1 (10), ۲:۵۵  | ۱۱ فوریه ۱۹۷۵   | Sports Stadium, Orlando, Florida, ایالات متحده آمریکا                          |                                                                            |
| ۵۱   | مساویDraw | ۴۶–۴–۱  | جیمی یانگ          | SD         | ۱۰            | ۲۶ نوامبر ۱۹۷۴  | Capital Centre, لاندوور، مریلند، ایالات متحده آمریکا                           |                                                                            |
| ۵۰   | باخت      | ۴۶–۴    | Bob Stallings      | UD         | ۱۰            | ۴ نوامبر ۱۹۷۴   | تئاتر هولو در مدیسن اسکوئر گاردن، New York City, New York, ایالات متحده آمریکا |                                                                            |
| ۴۹   | برد       | ۴۶–۳    | Roy Wallace        | ناک‌اوت     | 1 (10), ۲:۱۱  | ۱۶ مه ۱۹۷۴      | Civic Auditorium, سن خوزه، کالیفرنیا، ایالات متحده آمریکا                      |                                                                            |
| ۴۸   | باخت      | ۴۵–۳    | Jerry Quarry       | ناک‌اوت فنی | 1 (10), ۲:۲۱  | ۱۴ دسامبر ۱۹۷۳  | Madison Square Garden, New York City, New York, ایالات متحده آمریکا            |                                                                            |
| ۴۷   | برد       | ۴۵–۲    | جیمی الیس (بوکسور) | ناک‌اوت     | 1 (10), ۲:۳۹  | ۱۸ ژوئن ۱۹۷۳    | Madison Square Garden, New York City, New York, ایالات متحده آمریکا            |                                                                            |
| ۴۶   | برد       | ۴۴–۲    | Harold Carter      | ناک‌اوت     | 1 (10), ۲:۱۰  | ۱۲ مه ۱۹۷۳      | Windsor Arena, وینزر، انتاریو، Canada                                          |                                                                            |
| ۴۵   | برد       | ۴۳–۲    | جیمی یانگ          | ناک‌اوت فنی | 3 (10), ۲:۵۹  | ۱۹ فوریه ۱۹۷۳   | Spectrum, فیلادلفیا، ایالات متحده آمریکا                                       |                                                                            |
| ۴۴   | برد       | ۴۲–۲    | Leroy Caldwell     | ناک‌اوت     | 2 (10), ۲:۰۰  | ۲۵ اکتبر ۱۹۷۲   | High School Gym, نیوتون فالس، اوهایو، ایالات متحده آمریکا                      |                                                                            |
| ۴۳   | برد       | ۴۱–۲    | A J Staples        | ناک‌اوت فنی | 1 (10), ۲:۱۲  | ۱۹ سپتامبر ۱۹۷۲ | Moonlight Gardens Ballroom, Canton, Ohio, ایالات متحده آمریکا                  |                                                                            |
| ۴۲   | برد       | ۴۰–۲    | وینسنت روندون      | UD         | ۱۰            | ۲۶ اوت ۱۹۷۲     | Memorial Auditorium, Canton, Ohio, ایالات متحده آمریکا                         |                                                                            |
| ۴۱   | برد       | ۳۹–۲    | Lou Bailey         | ناک‌اوت     | 2 (10), ۱:۰۷  | ۵ مه ۱۹۷۲       | Armory, Akron, Ohio, ایالات متحده آمریکا                                       |                                                                            |
| ۴۰   | برد       | ۳۸–۲    | Bob Felstein       | ناک‌اوت فنی | 5 (10), ۲:۳۸  | ۲۲ آوریل ۱۹۷۲   | Fieldhouse, استروتهرس، اوهایو، ایالات متحده آمریکا                             |                                                                            |
| ۳۹   | برد       | ۳۷–۲    | Charley Polite     | ناک‌اوت     | 3 (10), ۰:۵۰  | ۶ آوریل ۱۹۷۲    | Packard Music Hall, Warren, Ohio, ایالات متحده آمریکا                          |                                                                            |
| ۳۸   | برد       | ۳۶–۲    | Elgie Walters      | ناک‌اوت     | 2 (10), ۰:۲۰  | ۱۵ فوریه ۱۹۷۲   | بومانت، تگزاس، ایالات متحده آمریکا                                             |                                                                            |
| ۳۷   | برد       | ۳۵–۲    | Ted Gullick        | ناک‌اوت     | 6 (10)        | ۱ فوریه ۱۹۷۲    | Packard Music Hall, Warren, Ohio, ایالات متحده آمریکا                          |                                                                            |
| ۳۶   | برد       | ۳۴–۲    | Del Morris         | ناک‌اوت     | 3 (10), ۲:۴۰  | ۲۸ نوامبر ۱۹۷۱  | براینت، داکوتای جنوبی، ایالات متحده آمریکا                                     |                                                                            |
| ۳۵   | برد       | ۳۳–۲    | Cleo Daniels       | ناک‌اوت     | 2 (10)        | ۲۳ نوامبر ۱۹۷۱  | Packard Music Hall, Warren, Ohio, ایالات متحده آمریکا                          |                                                                            |
| ۳۴   | برد       | ۳۲–۲    | Elmo Henderson     | ناک‌اوت     | 4 (10), ۲:۳۵  | ۲۸ اکتبر ۱۹۷۱   | Sahara Tahoe, Stateline, Nevada, ایالات متحده آمریکا                           |                                                                            |
| ۳۳   | برد       | ۳۱–۲    | Charlie Boston     | ناک‌اوت     | 2 (10), ۱:۵۵  | ۱۶ اکتبر ۱۹۷۱   | Dean Chance Gymnasium, Akron, Ohio, ایالات متحده آمریکا                        |                                                                            |
| ۳۲   | برد       | ۳۰–۲    | Pat Duncan         | ناک‌اوت     | 5 (10)        | ۲۸ سپتامبر ۱۹۷۱ | Primadonna, رینو، نوادا، ایالات متحده آمریکا                                   | Won vacant Nevada State heavyweight title                                  |
| ۳۱   | برد       | ۲۹–۲    | Richard Pittman    | ناک‌اوت     | 1 (10)        | ۱۱ اوت ۱۹۷۱     | Silver Slipper, Paradise, Nevada, ایالات متحده آمریکا                          |                                                                            |
| ۳۰   | برد       | ۲۸–۲    | Bill McMurray      | ناک‌اوت     | 1 (10), ۲:۵۶  | Jul 13, 1971    | Sahara Tahoe, Stateline, Nevada, ایالات متحده آمریکا                           |                                                                            |
| ۲۹   | برد       | ۲۷–۲    | Bill Hardney       | ناک‌اوت     | 1 (10), ۱:۵۲  | ۲۹ ژوئن ۱۹۷۱    | Western Reserve Field, وارن، اوهایو، ایالات متحده آمریکا                       |                                                                            |
| ۲۸   | برد       | ۲۶–۲    | Chuck Leslie       | ناک‌اوت     | 10 (10), ۱:۱۵ | ۱۰ ژوئن ۱۹۷۱    | Sahara Tahoe , استیت‌لاین، نوادا، ایالات متحده آمریکا                           |                                                                            |
| ۲۷   | برد       | ۲۵–۲    | Willie Johnson     | ناک‌اوت فنی | 4 (10), ۰:۳۳  | ۲۴ آوریل ۱۹۷۱   | Curtis Hixon Hall, تمپا، فلوریدا، ایالات متحده آمریکا                          |                                                                            |
| ۲۶   | برد       | ۲۴–۲    | Mac Harrison       | ناک‌اوت     | 2 (10), ۱:۱۶  | ۲۱ آوریل ۱۹۷۱   | Dean Chance Gymnasium, Akron, Ohio, ایالات متحده آمریکا                        |                                                                            |
| ۲۵   | برد       | ۲۳–۲    | Young Agabab       | ناک‌اوت     | 1 (10)        | ۲۴ مارس ۱۹۷۱    | Silver Slipper, Paradise, Nevada, ایالات متحده آمریکا                          |                                                                            |
| ۲۴   | برد       | ۲۲–۲    | Steve Carter       | ناک‌اوت فنی | 1 (10)        | ۳ مارس ۱۹۷۱     | Silver Slipper, Paradise, Nevada, ایالات متحده آمریکا                          |                                                                            |
| ۲۳   | برد       | ۲۱–۲    | Dick Gosha         | ناک‌اوت فنی | 5 (10), ۲:۳۸  | ۱۷ فوریه ۱۹۷۱   | Armory, Akron, Ohio, ایالات متحده آمریکا                                       |                                                                            |
| ۲۲   | برد       | ۲۰–۲    | Johnny Mac         | ناک‌اوت     | 3 (10)        | ۳ فوریه ۱۹۷۱    | Silver Slipper, Paradise, Nevada, ایالات متحده آمریکا                          |                                                                            |
| ۲۱   | برد       | ۱۹–۲    | Nat Shaver         | ناک‌اوت     | 1 (6)         | ۱۵ ژانویه ۱۹۷۱  | Convention Center, میامی بیچ، فلوریدا، ایالات متحده آمریکا                     |                                                                            |
| ۲۰   | برد       | ۱۸–۲    | Lee Estes          | ناک‌اوت     | 2 (8)         | ۶ ژانویه ۱۹۷۱   | Silver Slipper, پارادایس، نوادا، ایالات متحده آمریکا                           |                                                                            |
| ۱۹   | برد       | ۱۷–۲    | Bunky Akins        | ناک‌اوت     | 1 (6), ۰:۵۹   | ۷ دسامبر ۱۹۷۰   | مدیسن اسکوئر گاردن، نیویورک، ایالات متحده آمریکا                               |                                                                            |
| ۱۸   | برد       | ۱۶–۲    | Johnny Mac         | ناک‌اوت فنی | 4 (8)         | ۱۸ نوامبر ۱۹۷۰  | Fitch High School Gym, Austintown, Ohio, ایالات متحده آمریکا                   |                                                                            |
| ۱۷   | برد       | ۱۵–۲    | Johnny Hudgins     | ناک‌اوت     | 1 (6), ۰:۵۵   | ۱۴ اکتبر ۱۹۷۰   | Moonlight Gardens Ballroom, Canton, Ohio, ایالات متحده آمریکا                  |                                                                            |
| ۱۶   | برد       | ۱۴–۲    | Don Branch         | ناک‌اوت     | 1 (6)         | ۱۲ سپتامبر ۱۹۷۰ | Cooper Stadium, کلمبوس، اوهایو، ایالات متحده آمریکا                            |                                                                            |
| ۱۵   | برد       | ۱۳–۲    | Jim Daniels        | ناک‌اوت     | 1 (10)        | ۲۹ اوت ۱۹۷۰     | Fitch High School Gym, Austintown, Ohio, ایالات متحده آمریکا                   |                                                                            |
| ۱۴   | باخت      | ۱۲–۲    | رون استندر         | ناک‌اوت     | 5 (8), ۰:۵۲   | ۱۱ مه ۱۹۷۰      | Civic Auditorium, اوماها، نبراسکا، ایالات متحده آمریکا                         |                                                                            |
| ۱۳   | برد       | ۱۲–۱    | Frank Smith        | ناک‌اوت فنی | 4 (6)         | ۱۴ آوریل ۱۹۷۰   | Moonlight Gardens Ballroom, Canton, Ohio, ایالات متحده آمریکا                  |                                                                            |
| ۱۲   | برد       | ۱۱–۱    | Ron Asher          | ناک‌اوت     | 1 (8), ۰:۵۸   | ۲۳ مارس ۱۹۷۰    | Fitch High School Gym, آستین‌تاون، اوهایو، ایالات متحده آمریکا                  |                                                                            |
| ۱۱   | برد       | ۱۰–۱    | Art Miller         | ناک‌اوت فنی | 1 (6), ۲:۴۱   | ۱۰ مارس ۱۹۷۰    | Moonlight Gardens Ballroom, Canton, Ohio, ایالات متحده آمریکا                  |                                                                            |
| ۱۰   | برد       | ۹–۱     | Abe Brown          | ناک‌اوت فنی | 5 (6), ۱:۳۵   | ۲۷ ژانویه ۱۹۷۰  | Sports Stadium, Orlando, Florida, ایالات متحده آمریکا                          |                                                                            |
| ۹    | برد       | ۸–۱     | Joe Byrd           | ناک‌اوت فنی | 3 (6), ۱:۳۵   | ۲۴ ژانویه ۱۹۷۰  | Memorial Auditorium, Canton, Ohio, ایالات متحده آمریکا                         |                                                                            |
| ۸    | برد       | ۷–۱     | Abe Brown          | ناک‌اوت فنی | 1 (6), ۱:۴۴   | ۷ ژانویه ۱۹۷۰   | Armory, Akron, Ohio, ایالات متحده آمریکا                                       |                                                                            |
| ۷    | برد       | ۶–۱     | Gene Idelette      | ناک‌اوت فنی | 2 (6)         | ۲۳ دسامبر ۱۹۶۹  | Sports Stadium, Orlando, Florida, ایالات متحده آمریکا                          |                                                                            |
| ۶    | برد       | ۵–۱     | Chico Froncano     | ناک‌اوت     | 1 (4), ۲:۰۵   | ۱۸ دسامبر ۱۹۶۹  | Memorial Auditorium, کانتون، اوهایو، ایالات متحده آمریکا                       |                                                                            |
| ۵    | برد       | ۴–۱     | J. D. McCauley     | ناک‌اوت     | 2 (4), ۲:۱۸   | ۴ دسامبر ۱۹۶۹   | Armory, Akron, Ohio, ایالات متحده آمریکا                                       |                                                                            |
| ۴    | برد       | ۳–۱     | Lee Roy            | ناک‌اوت     | 3 (6), ۲:۳۰   | ۲۱ نوامبر ۱۹۶۹  | Municipal Auditorium, رپید سیتی، داکوتای جنوبی، ایالات متحده آمریکا            |                                                                            |
| ۳    | باخت      | ۲–۱     | Stan Johnson       | UD         | ۴             | ۱۳ نوامبر ۱۹۶۹  | Ice Arena, سیاتل، ایالات متحده آمریکا                                          |                                                                            |
| ۲    | برد       | ۲–۰     | George Holden      | ناک‌اوت     | 1 (6), ۱:۰۱   | ۱۱ نوامبر ۱۹۶۹  | Sports Stadium, اورلندو، فلوریدا، ایالات متحده آمریکا                          |                                                                            |
| ۱    | برد       | ۱–۰     | Silas Howell       | ناک‌اوت فنی | 1 (4), ۲:۰۵   | ۶ نوامبر ۱۹۶۹   | Armory, اکران، اوهایو، ایالات متحده آمریکا                                     |                                                                            |